# Щербиновка (Кемеровская область)
Щербиновка — посёлок в Яйском районе Кемеровской области России. Входит в состав Безлесного сельского поселения.

## География
Посёлок находится в северной части области, на правом берегу реки Китат (приток реки Яя), к северу от города Анжеро-Судженск, на расстоянии примерно 25 километров (по прямой) к западу от районного центра посёлка городского типа Яя. Абсолютная высота — 197 метров над уровнем моря.
Часовой пояс
Посёлок Щербиновка, как и вся Кемеровская область, находится в часовой зоне МСК+4. Смещение применяемого времени относительно UTC составляет +7:00.

## Население
| 2010 |
| ---- |
| 294  |

Гендерный состав
По данным Всероссийской переписи населения 2010 года в гендерной структуре населения мужчины составляли 25,5 %, женщины — соответственно 74,5 %.
Национальный состав
Согласно результатам переписи 2002 года, в национальной структуре населения русские составляли 91 % из 355 чел.

## Инфраструктура
В посёлке функционируют фельдшерско-акушерский пункт, сельский клуб, психоневрологический интернат и отделение Почты России.

## Улицы
Уличная сеть посёлка состоит из семи улиц и двух переулков.